# Sylfiden (dokumentarfilm)
|  | Denne artikel er oprettet af botten Steenthbot ud fra en ekstern database. Den kan derfor have sproglige fejl eller mangler. Denne skabelon kan fjernes efter kontrol af indholdet. |

Sylfiden er en dansk dokumentarisk optagelse fra 1903 instrueret af Peter Elfelt.

## Handling
Solo fra "Sylfiden" (1836), ballet af August Bournonville. Med solodanserinde Ellen Price (1878-1968). Ellen Prices dans i Hans Becks ballet Den Lille Havfrue(1909) var inspiration for Edvard Eriksens statue af samme navn på Langelinie (1911).

## Medvirkende
- Ellen Price de Plane